# 朝妻一郎
朝妻 一郎（あさつま いちろう、本名・春昭。1943年2月1日 - ）は、日本の実業家、音楽評論家、音楽プロデューサー。フジパシフィックミュージック、Fuji Music Group, Inc.代表取締役会長、日本音楽出版社協会顧問（元会長）。東京都出身。

## 来歴・人物
高卒後、石川島播磨重工業造船事業部に勤務。高校時代にポール・アンカのファンクラブ会長に就任、会報の発行を行っていたことから、レコード会社のディレクターより依頼され、会社員生活の傍ら、1963年よりレコード解説の執筆を始める。また、高崎一郎の知遇を得、アシスタントとしてニッポン放送で選曲や台本書きのアルバイトを務める。なお、ペンネームの「一郎」は高崎から取ったものである。
1966年、石川島播磨重工業を退社し、ニッポン放送の子会社で高崎が中心となって設立（高崎はのち社長に就任）した音楽出版社・パシフィック音楽出版（PMP、現フジパシフィックミュージック）に入社。ちなみに、「パシフィック」という社名は朝妻の考案という。入社後は楽曲の契約を担当する一方、ディレクターとしてザ・フォーク・クルセダーズやジャックスのレコード制作を手掛ける。以来、大瀧詠一、山下達郎、サザンオールスターズ、オフコース等に関わる。一方で、PMP入社後も並行して1970年代までは音楽評論も続けていた。特に大瀧とはアメリカンポップス好きと言う趣味が共通する事もあり付き合いが深かった。大瀧がノベルティーソングタイプの楽曲製作に軸足を置いていた1970年代に「メロディタイプのアルバムを作ったらどうか？」と進言しており、『A LONG VACATION』を製作すると自分の進言通りになり喜んだらしい。
フィル・スペクターと彼が作り上げた「ウォール・オブ・サウンド」に造詣が深く（1970年頃に弟子入りを志願、OKが出ていたが諸事情により実現せず）、自らプロデュースした楽曲がコンピレーション・アルバム『音壁 JAPAN』（ソニー・ミュージックダイレクト）に2曲（「二人は片想い」（ポニー・テール）、「わすれたいのに」（モコ・ビーバー・オリーブ ））収録されているほか、2008年に出版された彼の伝記『フィル・スペクター 甦る伝説 増補改訂新装版』（白夜書房）では監修を担当した大瀧との対談が収録されている。
1985年、PMPはフジテレビジョン（現フジ・メディア・ホールディングス）の子会社・フジ音楽出版と合併、フジパシフィック音楽出版と改称されるとともに社長に就任。その後もおニャン子クラブ、Wink等に関わる。2005年より同社会長。
1985年には、当時フジサンケイグループ議長だった鹿内春雄にビートルズの著作権を管理していた音楽出版社・ATVミュージックの買収を進言。資金面がネックで断念したものの（最終的にはマイケル・ジャクソンが4750万ドルで買収）、1988年にはフジテレビと共同出資でアメリカ合衆国にWindswept Pacific Musicを設立。スパイス・ガールズなどを抱え、全米でトップ10、インディーズとしては最大の音楽出版社に育て上げた。
1999年には、Windswept設立時に行った6000万ドルほどの借り入れが銀行から不良債権として返済を迫られ、その大半をEMIに約2億ドルで売却したが、売却した残りの楽曲を元にWindswept Holdings LLCを設立、ビヨンセなど人気アーティストを輩出し、2003年には伊藤忠商事と共同でT/Q Music, Inc.を買収、再び全米インディーズ系最大の音楽出版社となった（2007年売却）。
また、2004年8月には、みずほコーポレート銀行、みずほ信託銀行と共同でフジパシフィックが保有する約400曲の音楽著作権収入を担保とした「FGMファンド」を設立。日本で音楽著作権が資産として評価される先駆的役割を果たした。同年11月には、フジテレビとともに民法上の任意組合「フジ・ミュージックパートナーズ」を設立、シンコー・ミュージック・エンタテイメントから洋楽出版事業（SBKカタログ）を譲受するとともに、シンコーの子会社であるシンコー・ミュージック・パブリッシャーズを買収。
これらの功績により、2007年、ビルボード誌が選ぶ「MIDEM（国際音楽産業見本市） Master」10人の中に選ばれた。2021年4月には同誌が選ぶBillboard international power playersに選出される。
2019年、文化庁長官表彰。2020年、旭日小綬章受章。

## 著書
- 『ビートルズその後』（木崎義二・秋山邦晴共著、福田一郎・中村とうよう監修、主婦と生活社、1971年）
- 『ヒットこそすべて：オール・アバウト・ミュージック・ビジネス』（白夜書房、2008年9月、ISBN 9784861914607）
- 『高鳴る心の歌 ヒット曲の伴走者として』（アルテスパブリッシング、2022年2月、ISBN 978-4865592511）